# محطة علاج المصابين

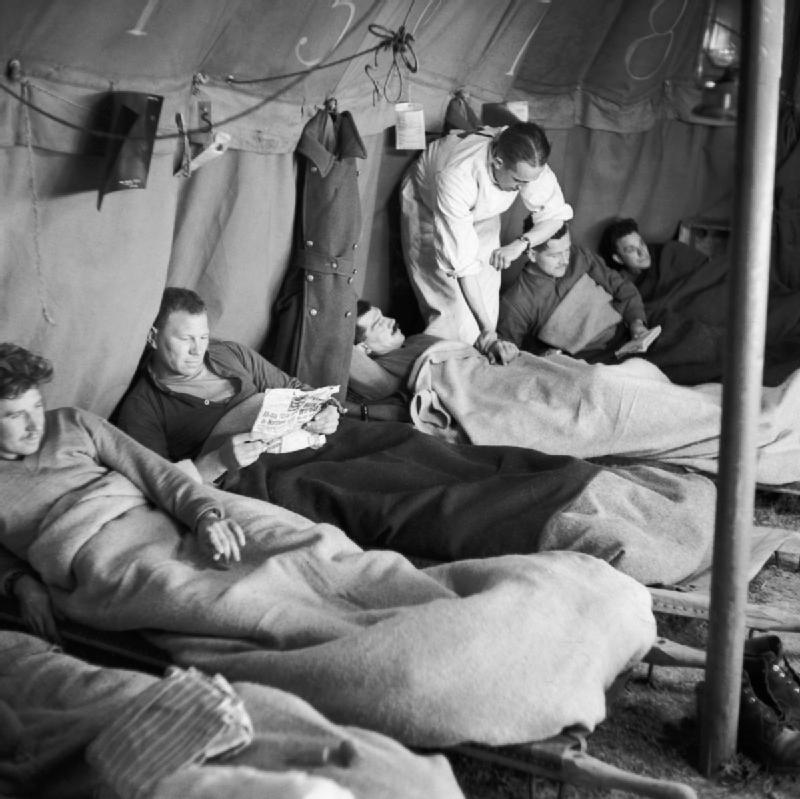

محطة علاج المصابين (بالإنجليزية: Casualty Clearing Station)‏ واختصارًا CSS، هي محطة علاج عسكرية تقع خلف الجبهة الأمامية للمعركة. يتم اختيار موقعها لتكون قريبة من موقع المعركة لكن خارج مدى أسلحة العدو،  وذلك للتمكن من تقديم العلاج للجنود المصابين بأسرع وقت ممكن وفي مكان آمن.ويتواجد فيها المسعفين والدكاترة والممرضات لمعالجه المصابين في المعركة.
تتلقى المحطة الجنود المصابين من أرض المعركة حيث تقوم بتقديم الإسعافات اللازمة لهم، بينما يتم نقل الإصابات التي يتعذر علاجها في المحطة إلى مستشفى قريب.